# Polyclinum orbitum
Polyclinum orbitum är en sjöpungsart som beskrevs av Kott 1992. Polyclinum orbitum ingår i släktet Polyclinum och familjen klumpsjöpungar. Inga underarter finns listade i Catalogue of Life.